# Godspeed You! Black Emperor
Godspeed You! Black Emperor (tidigare Godspeed You Black Emperor! och ofta förkortat GYBE! eller GY!BE) är en kanadensisk postrock-grupp från Montréal, Québec bildad 1994.
Godspeed You! Black Emperors musik klassificeras vanligtvis som postrock, men de har också influenser från progressiv rock, punk, klassisk musik och avantgarde. Deras mest kända karaktärsdrag är att deras skivor består av ett fåtal mycket långa låtar (oftast mellan 10 och 20 minuter), indelade i olika delar ("movements" - jämförbart med hur stycken används i klassisk musik) som ibland är specificerade på skivomslagen, samt ett stort antal bandmedlemmar.
Bandet släppte sitt debutalbum F#A#∞ 1997 och turnerade regelbundet under perioden 1998–2002. Under 2003 meddelade bandet ett avbrott på obestämd tid till följd av att bandmedlemmarna ville pröva andra former av musik.
Under 2010 meddelades att bandet skulle återförenas för den brittiska festivalen All Tomorrow's Parties i december 2010. Bandet meddelade också  att de planerade spela "en handfull brittiska och europeiska shower" samt "9 amerikanska städer".

## Historia
Godspeed You! Black Emperor bildades runt 1994 och bestod då av tre medlemmar. Bandnamnet togs från Goddo Supīdo Yū! Burakku Enperā, en obskyr svartvit dokumentärfilm från 1976 av regissören Mitsuo Yanagimachi, som följer det japanska motorcykelgänget The Black Emperors.
Under årens gång har medlemmar bytts ut många gånger. Bandet har haft så många som 15 medlemmar vid ett tillfälle, men har på senare tid stannat runt nio. Instrumenten som används varierar med medlemmarna, men är oftast elgitarrer, elbasar, trummor, en- eller tvåsträngade instrument, diverse stråkinstrument och ibland ett valthorn. På vissa skivor ackompanjeras musiken av samplingar inspelade av bandet i olika delar av Nordamerika. Dessa inkluderar en apokalyptisk gatupredikant från Providence, Rhode Island, ett kundmeddelande på en AM/PM-livsmedelsbutik och en grupp barn som pratar och sjunger på franska.
Bandet har i det förflutna väldigt starkt motsatt sig att ställa upp i de traditionella självupphöjande intervjuer som normalt följer skivsläpp och har öppet visat sin avsmak för den storbolagsägda mainstream-musikindustrin. Detta har gett dem ett rykte som "shadowy", tillbakadragna och till och med antisociala figurer, och inte mycket är känt om deras personer. De fick dock en hel del uppmärksamhet när de dök upp på omslaget av ett nummer av den brittiska musiktidningen NME 1999.
Den medlem som oftast sköter kontakten med pressen är Efrim Menuck och han presenteras ibland på grund av detta, lite felaktigt, som bandets frontfigur. Han har flera gånger förnekat denna roll.
Bandet bidrog 2002 med låten "East Hastings" till filmen 28 dagar senare, dock finns den bara med i filmen och inte på det soundtrack som finns att köpa.
Under en turné i USA 2003 rapporterade en arbetare på en bensinmack bandet till polisen då denne trodde att de var en grupp terrorister. På grund av att bandet hade skrifter relaterade till dissidens och anarkism tvingades de bevisa sina bakgrunder och vänta tills dessa stämts av med FBI. Denna episod tas upp i Michael Moores bok Vem har snott mitt land?, där Menuck felaktigt kallas för bandets sångare.
Senare samma år meddelades det att bandet skulle läggas på is på obestämd tid. Bandmedlemmarna förnekade dock påståenden att bandet skulle lagts ner.
Roger-Tellier Craig, långtida gitarrist, tog 2004 vänskapligt farväl av bandet och ägnar istället mer tid åt sidoprojektet Fly Pan Am.
2010 meddelade bandet att de planerat att genomföra ett visst antal spelningar i Storbritannien, övriga Europa och USA.

## Relaterade musikprojekt
Många av bandmedlemmarna har startat upp flera sidoprojekt. De mest kända är A Silver Mt. Zion, Fly Pan Am och Set Fire to Flames. 

## Diskografi

### Album
- 1994 – All Lights Fucked on the Hairy Amp Drooling (endast på kassett, begränsad till 33 exemplar)
- 1997 – F♯A♯∞ (Vinyl-LP, från början med olika inlägg som bland annat en penny som blivit tillplattad av ett tåg. Släpptes på CD 1998 med alternativa inspelningar/arrangemang)
- 2000 – Lift Your Skinny Fists Like Antennas to Heaven
- 2002 – Yanqui u.x.o.
- 2012 – 'Allelujah! Don't Bend! Ascend!
- 2015 – Asunder, Sweet and Other Distress
- 2017 – Luciferian Towers
- 2021 – G_d’s Pee AT STATE’S END!
- 2024 – No Title as of 13 February 2024 28,340 Dead

### EP och singlar
- 1998 – Sunshine + Gasoline (spår på en 7" singel delad med Fly Pan Am; följde med gratis tidningen Amazezine magazine)
- 1999 – Slow Riot for New Zerø Kanada (EP)